# Рос Хезлам
Рос Хезлам (енгл. Ross Haslam; Шефилд, 2. октобар 1997) елитни је британски скакач у воду и члан репрезентације Велике Британије у овом спорту. Његова специјалност су скокови са даске, како појединачно тако и у синхронизованим паровима. 
Хезлам је започео спортску каријеру током 2012. на европском првенству за јуниоре где је освојио сребро у скоковима са торња и бронзу у скоковима са 3м даске. Нешто касније исте године заузео је и 4. место на светском јуниорском првенству у скоковима са торња. Први значајнији успех у сениорској конкуренцији остварио је на Европским играма 2015. у Бакуу када је освојио сребрну медаљу у синхронизованим скоковима са даске у пару са Џејмсом Хитлијем. 
На сениорским светским првенствима дебитовао је на светском првенству 2017. у Будимпешти где се такмичио у појединачним скоковима са даске са 1 и 3 метра висине. У оба случаја Хезлам је успео да се квалификује за финала, у скоковима са 1м даске био је 10, а са даске 3м  11. на свету.